# Leborcham
 (signalé en juin 2025).
Si vous disposez d'ouvrages ou d'articles de référence ou si vous connaissez des sites web de qualité traitant du thème abordé ici, merci de compléter l'article en donnant les références utiles à sa vérifiabilité et en les liant à la section « Notes et références ».
- Archive Wikiwix
- Bing
- Cairn
- DuckDuckGo
- E. Universalis
- Gallica
- Google
- G. Books
- G. News
- G. Scholar
- Persée
- Qwant
- (zh) Baidu
- (ru) Yandex
- (wd) trouver des œuvres sur Wikidata

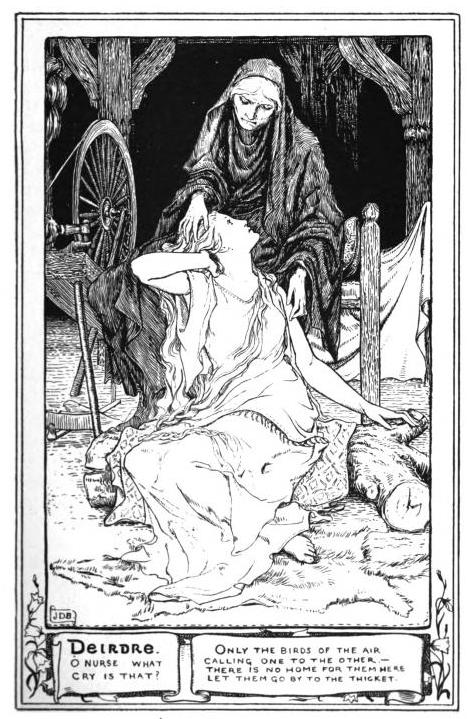
Illustration tirée des « Contes de fées celtiques »

Léborcham, dans la mythologie celtique irlandaise, est la servante du roi d'Ulster Conchobar Mac Nessa, son nom signifie « Longue Boiteuse ». Fille de Oa (« foie ») et de Adarc (« Corne »), elle est si rapide qu’en une journée elle peut parcourir toute l’Irlande et rapporter à son maître tout ce qui s’y passe.
Elle est aussi célèbre pour sa grande laideur et sa difformité : on la décrit avec les genoux et les pieds à l’envers, de même que les cuisses et les chevilles.
Lors de la bataille mythique de Dun Etair, elle est aux côtés du druide Aithirne Ailgesach pour donner la victoire aux Ulates (habitants d’Ulster).